# Pniewno (gmina)
Pniewno (do 1929 Uhrynicze) – dawna gmina wiejska istniejąca w latach 1929–1939 w woj. poleskim II Rzeczypospolitej (obecnie na Ukrainie). Siedzibą gminy było Pniewno (Пнівне).
Gmina Pniewno powstała 5 sierpnia 1929 roku w powiecie koszyrskim w woj. poleskim, w związku z przemianowaniem gminy Uhrynicze na Pniewno . Po wojnie obszar gminy Pniewno wszedł w struktury administracyjne Związku Radzieckiego.